# Otaquin et ses évolutions
Otaquin (アシマリ, Ashimari, dans les versions originales en japonais), Otarlette (オシャマリ, Oshamari) et Oratoria (アシレーヌ, Asiren) sont trois espèces de Pokémon de type eau de la septième génération. Otaquin est un des Pokémon de départ des jeux Pokémon Soleil et Lune.
Otaquin a été révélé mondialement le 10 mai 2016 avec la deuxième bande-annonce de Pokémon Soleil et Lune, aux côtés des autres Pokémon de départ de la septième génération : Brindibou et Flamiaou. Otarlette a été révélé le 4 octobre 2016.

## Apparitions

### Jeux vidéo
- 2016 : Pokémon Soleil et Lune